# 출발! 비디오 여행
《출발! 비디오 여행》은 MBC TV에서 매주 일요일 낮 12시 5분에 방송되는 영화정보 프로그램이다.

## 방송 시간
| 방송 채널 | 방송 기간                                                             | 방송 시간                            | 방송 시간                            | 비고      |
| --------- | --------------------------------------------------------------------- | ------------------------------------ | ------------------------------------ | --------- |
| MBC TV    | 1993년 10월 29일 ~ 1994년 1월 28일                                    | 매주 금요일 밤 12시 ~ 12시 30분      | 매주 금요일 밤 12시 ~ 12시 30분      | 독립 편성 |
| MBC TV    | 1994년 2월 4일                                                        | 금요일 밤 12시 10분 ~ 12시 40분      | 금요일 밤 12시 10분 ~ 12시 40분      | 독립 편성 |
| MBC TV    | 1994년 4월 13일 ~ 1994년 10월 12일                                    | 매주 수요일 밤 10시 55분 ~ 11시 40분 | 매주 수요일 밤 10시 55분 ~ 11시 40분 | 독립 편성 |
| MBC TV    | 1994년 10월 23일 ~ 1995년 4월 16일                                    | 매주 일요일 낮 1시 10분 ~ 2시        | 매주 일요일 낮 1시 10분 ~ 2시        | 독립 편성 |
| MBC TV    | 1995년 4월 23일 ~ 2000년 5월 14일                                     | 매주 일요일 낮 12시 10분 ~ 1시       | 매주 일요일 낮 12시 10분 ~ 1시       | 독립 편성 |
| MBC TV    | 2000년 5월 21일 ~ 2000년 10월 15일                                    | 매주 일요일 낮 12시 10분 ~ 1시 10분  | 매주 일요일 낮 12시 10분 ~ 1시 10분  | 독립 편성 |
| MBC TV    | 2000년 11월 5일 ~ 2001년 4월 22일                                     | 매주 일요일 낮 12시 10분 ~ 1시 10분  | 매주 일요일 낮 12시 10분 ~ 1시 10분  | 독립 편성 |
| MBC TV    | 2001년 11월 11일 ~ 2002년 3월 31일                                    | 매주 일요일 낮 12시 10분 ~ 1시 10분  | 매주 일요일 낮 12시 10분 ~ 1시 10분  | 독립 편성 |
| MBC TV    | 2003년 5월 4일 ~ 2012년 7월 29일                                      | 매주 일요일 낮 12시 10분 ~ 1시 10분  | 매주 일요일 낮 12시 10분 ~ 1시 10분  | 독립 편성 |
| MBC TV    | 2013년 11월 3일 ~ 2013년 11월 10일                                    | 매주 일요일 낮 12시 10분 ~ 1시 10분  | 매주 일요일 낮 12시 10분 ~ 1시 10분  | 독립 편성 |
| MBC TV    | 2013년 11월 24일 ~ 2013년 12월 22일                                   | 매주 일요일 낮 12시 10분 ~ 1시 10분  | 매주 일요일 낮 12시 10분 ~ 1시 10분  | 독립 편성 |
| MBC TV    | 2014년 4월 27일                                                       | 매주 일요일 낮 12시 10분 ~ 1시 10분  | 매주 일요일 낮 12시 10분 ~ 1시 10분  | 독립 편성 |
| MBC TV    | 2000년 10월 29일                                                      | 일요일 낮 12시 10분 ~ 1시 30분       | 일요일 낮 12시 10분 ~ 1시 30분       | 독립 편성 |
| MBC TV    | 2001년 4월 29일 ~ 2001년 10월 28일                                    | 매주 일요일 낮 12시 10분 ~ 1시 5분   | 매주 일요일 낮 12시 10분 ~ 1시 5분   | 독립 편성 |
| MBC TV    | 2002년 4월 7일 ~ 2003년 4월 27일                                      | 매주 일요일 낮 12시 10분 ~ 1시 5분   | 매주 일요일 낮 12시 10분 ~ 1시 5분   | 독립 편성 |
| MBC TV    | 2012년 8월 5일                                                        | 일요일 낮 12시 10분 ~ 1시 20분       | 일요일 낮 12시 10분 ~ 1시 20분       | 독립 편성 |
| MBC TV    | 2012년 8월 12일                                                       | 일요일 낮 12시 5분 ~ 1시 5분         | 일요일 낮 12시 5분 ~ 1시 5분         | 독립 편성 |
| MBC TV    | 2013년 11월 17일                                                      | 일요일 낮 12시 5분 ~ 1시 5분         | 일요일 낮 12시 5분 ~ 1시 5분         | 독립 편성 |
| MBC TV    | 2014년 3월 30일                                                       | 일요일 낮 12시 5분 ~ 1시 5분         | 일요일 낮 12시 5분 ~ 1시 5분         | 독립 편성 |
| MBC TV    | 2012년 8월 19일 ~ 2013년 10월 27일                                    | 매주 일요일 낮 12시 ~ 1시            | 매주 일요일 낮 12시 ~ 1시            | 독립 편성 |
| MBC TV    | 2014년 5월 11일 ~ 2014년 8월 17일                                     | 매주 일요일 낮 12시 ~ 1시            | 매주 일요일 낮 12시 ~ 1시            | 독립 편성 |
| MBC TV    | 2013년 12월 29일 ~ 2014년 3월 9일                                     | 매주 일요일 낮 12시 10분 ~ 1시 15분  | 매주 일요일 낮 12시 10분 ~ 1시 15분  | 독립 편성 |
| MBC TV    | 2014년 8월 24일 ~ 2015년 9월 20일                                     | 매주 일요일 낮 12시 10분 ~ 1시 15분  | 매주 일요일 낮 12시 10분 ~ 1시 15분  | 독립 편성 |
| MBC TV    | 2015년 10월 11일                                                      | 매주 일요일 낮 12시 10분 ~ 1시 15분  | 매주 일요일 낮 12시 10분 ~ 1시 15분  | 독립 편성 |
| MBC TV    | 2015년 10월 25일 ~ 2017년 10월 1일                                    | 매주 일요일 낮 12시 10분 ~ 1시 15분  | 매주 일요일 낮 12시 10분 ~ 1시 15분  | 독립 편성 |
| MBC TV    | 2017년 12월 10일 ~ 2018년 3월 11일                                    | 매주 일요일 낮 12시 10분 ~ 1시 15분  | 매주 일요일 낮 12시 10분 ~ 1시 15분  | 독립 편성 |
| MBC TV    | 2019년 4월 14일 ~ 2019년 5월 26일                                     | 매주 일요일 낮 12시 10분 ~ 1시 15분  | 매주 일요일 낮 12시 10분 ~ 1시 15분  | 독립 편성 |
| MBC TV    | 2014년 3월 16일                                                       | 일요일 낮 12시 ~ 1시 10분            | 일요일 낮 12시 ~ 1시 10분            | 독립 편성 |
| MBC TV    | 2014년 4월 6일                                                        | 일요일 낮 11시 50분 ~ 12시 50분      | 일요일 낮 11시 50분 ~ 12시 50분      | 독립 편성 |
| MBC TV    | 2014년 4월 13일                                                       | 일요일 낮 11시 55분 ~ 12시 55분      | 일요일 낮 11시 55분 ~ 12시 55분      | 독립 편성 |
| MBC TV    | 2014년 4월 20일                                                       | 일요일 낮 12시 25분 ~ 1시 25분       | 일요일 낮 12시 25분 ~ 1시 25분       | 독립 편성 |
| MBC TV    | 2014년 5월 4일                                                        | 매주 일요일 낮 12시 ~ 1시 5분        | 매주 일요일 낮 12시 ~ 1시 5분        | 독립 편성 |
| MBC TV    | 2015년 9월 27일                                                       | 매주 일요일 낮 12시 ~ 1시 5분        | 매주 일요일 낮 12시 ~ 1시 5분        | 독립 편성 |
| MBC TV    | 2017년 10월 22일                                                      | 매주 일요일 낮 12시 ~ 1시 5분        | 매주 일요일 낮 12시 ~ 1시 5분        | 독립 편성 |
| MBC TV    | 2017년 11월 5일 ~ 2017년 12월 3일                                     | 매주 일요일 낮 12시 ~ 1시 5분        | 매주 일요일 낮 12시 ~ 1시 5분        | 독립 편성 |
| MBC TV    | 2015년 10월 4일                                                       | 매주 일요일 낮 12시 15분 ~ 1시 20분  | 매주 일요일 낮 12시 15분 ~ 1시 20분  | 독립 편성 |
| MBC TV    | 2018년 3월 18일 ~ 2019년 2월 10일                                     | 매주 일요일 낮 12시 15분 ~ 1시 20분  | 매주 일요일 낮 12시 15분 ~ 1시 20분  | 독립 편성 |
| MBC TV    | 2019년 2월 24일 ~ 2019년 4월 7일                                      | 매주 일요일 낮 12시 15분 ~ 1시 20분  | 매주 일요일 낮 12시 15분 ~ 1시 20분  | 독립 편성 |
| MBC TV    | 2017년 10월 15일                                                      | 일요일 낮 11시 50분 ~ 12시 55분      | 일요일 낮 11시 50분 ~ 12시 55분      | 독립 편성 |
| MBC TV    | 2017년 10월 29일                                                      | 일요일 낮 12시 25분 ~ 1시 30분       | 일요일 낮 12시 25분 ~ 1시 30분       | 독립 편성 |
| MBC TV    | 2017년 12월 10일                                                      | 일요일 오전 11시 55분 ~ 낮 1시       | 일요일 오전 11시 55분 ~ 낮 1시       | 독립 편성 |
| MBC TV    | 2019년 2월 17일                                                       | 일요일 낮 12시 5분 ~ 1시 10분        | 일요일 낮 12시 5분 ~ 1시 10분        | 독립 편성 |
| MBC TV    | 2019년 6월 2일 ~ 2019년 7월 14일                                      |                                      |                                      | 독립 편성 |
| MBC TV    | 1부                                                                   | 매주 일요일 낮 12시 10분 ~ 12시 45분 | 분리 편성                            |           |
| MBC TV    | 2부                                                                   | 매주 일요일 낮 12시 45분 ~ 1시 15분  | 분리 편성                            |           |
| MBC TV    | 2019년 7월 21일                                                       |                                      | 분리 편성                            |           |
| MBC TV    | 1부                                                                   | 일요일 낮 12시 40분 ~ 1시 15분       | 분리 편성                            |           |
| MBC TV    | 2부                                                                   | 일요일 낮 1시 15분 ~ 1시 45분        | 분리 편성                            |           |
| MBC TV    | 2019년 7월 28일                                                       |                                      | 분리 편성                            |           |
| MBC TV    | 1부                                                                   | 일요일 낮 12시 30분 ~ 1시 5분        | 분리 편성                            |           |
| MBC TV    | 2부                                                                   | 일요일 낮 1시 5분 ~ 1시 35분         | 분리 편성                            |           |
| MBC TV    | 2019년 8월 4일 ~ 2019년 10월 27일 2019년 11월 10일 ~ 2020년 10월 25일 |                                      | 분리 편성                            |           |
| MBC TV    | 1부                                                                   | 매주 일요일 낮 12시 10분 ~ 12시 40분 | 분리 편성                            |           |
| MBC TV    | 2부                                                                   | 매주 일요일 낮 12시 40분 ~ 1시 15분  | 분리 편성                            |           |
| MBC TV    | 2019년 11월 3일                                                       |                                      | 분리 편성                            |           |
| MBC TV    | 1부                                                                   | 일요일 낮 12시 20분 ~ 12시 55분      | 분리 편성                            |           |
| MBC TV    | 2부                                                                   | 일요일 낮 12시 55분 ~ 1시 25분       | 분리 편성                            |           |
| MBC TV    | 2020년 11월 1일 ~ 2021년 6월 27일                                     |                                      | 분리 편성                            |           |
| MBC TV    | 1부                                                                   | 매주 일요일 낮 12시 5분 ~ 12시 45분  | 분리 편성                            |           |
| MBC TV    | 2부                                                                   | 매주 일요일 낮 12시 45분 ~ 1시 20분  | 분리 편성                            |           |
| MBC TV    | 2021년 7월 4일 ~ 현재                                                 | 매주 일요일 낮 12시 5분 ~ 1시 20분   | 매주 일요일 낮 12시 5분 ~ 1시 20분   | 독립 편성 |

## 코너
현재 고정 코너는 기막힌 이야기, 영화 대 영화, 온 영화, 기획코너, 이유있다 등이 있다.
- 〈기막힌 이야기〉
- 〈김경식의 영화 대 영화〉
- 〈온 영화〉
- 〈기획코너〉
- 〈이유있다〉

### 시즌 1
- 1회 박영서 (2009년 6월 14일)
- 2회 신정근 (2009년 6월 21일)
- 3회 오정세 (2009년 7월 12일)
- 4회 우현 (2009년 7월 19일)
- 5회 윤제문 (2009년 7월 26일)
- 6회 조희봉 (2009년 8월 2일)
- 7회 정경호 (2009년 8월 9일)
- 8회 정석용 (2009년 8월 16일)
- 9회 장영남 (2009년 8월 23일)
- 10회 조은지 (2009년 8월 30일)
- 11회 김인권 (2009년 9월 13일)
- 12회 이병준 (2009년 9월 27일)
- 13회 김상호 (2009년 10월 18일)
- 14회 김병옥 (2009년 11월 1일)
- 15회 정규수 (2009년 11월 15일)
- 16회 조덕현 (2009년 11월 29일)
- 17회 성동일 (2009년 12월 6일)
- 18회 박원상 (2009년 12월 13일)
- 19회 류승룡 (2010년 1월 24일)
- 20회 고창석 (2010년 2월 7일)
- 21회 김뢰하 (2010년 2월 28일)
- 22회 고수희 (2010년 3월 21일)
- 23회 김병철 (2010년 4월 4일)
- 24회 김광규 (2010년 4월 18일)
- 25회 김희원 (2010년 5월 9일)
- 26회 박혁권 (2010년 5월 30일)
- 27회 박길수 (2010년 6월 13일)
- 28회 오달수 (2010년 6월 20일)
- 29회 김준배 (2010년 9월 12일)
- 30회 송새벽 (2010년 10월 3일)
- 31회 정만식 (2011년 6월 26일)
- 32회 마동석 (2011년 7월 24일)
- 33회 정인기 (2011년 10월 9일)
- 34회 곽도원 (2012년 3월 25일)
- 35회 라미란 (2012년 6월 17일)
- 36회 이철민 (2012년 7월 29일)
- 37회 김성균 (2012년 9월 23일)

### 시즌 2
- 1회 김원해 (2014년 9월 28일)
- 2회 김기방 (2014년 10월 5일)
- 3회 배성우 (2014년 10월 12일)
- 4회 조달환 (2014년 10월 19일)
- 5회 이미도 (2014년 10월 26일)
- 6회 이준혁 (2014년 11월 2일)
- 7회 김민재 (2014년 11월 16일)
- 8회 조재윤 (2014년 11월 30일)

### 심(心) 스틸러
- 1회 강하늘 (2015년 3월 29일)
- 2회 이현우 (2015년 6월 28일)
- 3회 전지현 (2015년 7월 19일)

### 브랜드 뉴 인터뷰
- 1회 정재영 (2010년 7월 18일)
- 2회 이병헌 (2010년 8월 22일)
- 3회 유해진 (2010년 8월 29일)
- 4회 설경구 (2010년 9월 19일)
- 5회 엄태웅 (2010년 9월 26일)

### 인터뷰
- 하지원 (2011년 8월 7일)
- 차태현 (2011년 9월 11일)
- 공유 (2011년 10월 2일)
- 김윤석 (2011년 10월 16일)
- 김주혁 (2011년 11월 13일)
- 손예진 (2011년 12월 11일)
- 김명민 (2012년 1월 22일)
- 하정우 (2012년 2월 26일)
- 주진모 (2012년 3월 11일)
- 배두나 (2012년 5월 6일)
- 류승범 (2012년 10월 21일)

### 본격 사심 방송
- 1회 조정석 (2013년 9월 29일)
- 2회 니컬러스 홀트 (2013년 10월 6일)
- 3회 로건 러먼 (2013년 10월 13일)
- 4회 베네딕트 컴버배치 (2013년 10월 20일)
- 5회 에런 존슨 (2013년 11월 3일)
- 6회 어맨다 사이프리드 (2013년 11월 10일)
- 7회 톰 히들스턴 (2013년 11월 17일)
- 8회 제임스 매커보이 (2013년 11월 24일)
- 9회 데인 드한 (2013년 12월 1일)
- 10회 마이클 패스벤더 (2013년 12월 8일)
- 11회 조셉 고든 레빗 (2013년 12월 15일)
- 12회 레이철 매캐덤스 (2013년 12월 29일)
- 13회 레오나르도 디카프리오 (2014년 1월 12일)
- 14회 짐 스터게스 (2014년 1월 19일)
- 15회 크리스 헴스워스 (2014년 1월 26일)
- 16회 크리스 파인 (2014년 2월 16일)
- 17회 라이언 고슬링 (2014년 2월 23일)
- 18회 톰 하디 (2014년 3월 9일)
- 19회 제니퍼 로렌스 (2014년 3월 16일)
- 20회 마스 미켈센 (2014년 3월 30일)
- 21회 크리스 에반스 (2014년 4월 13일)
- 22회 세바스티안 스탄 (2014년 5월 4일)
- 23회 강동원 (2014년 5월 11일)
- 24회 로버트 다우니 주니어 (2014년 5월 25일)
- 25회 주드 로 (2014년 6월 7일)
- 26회 그자비에 돌란 (2014년 6월 15일)
- 27회 에마 스톤 (2014년 6월 29일)
- 28회 정우성 (2014년 7월 13일)
- 29회 루크 에반스 (2014년 7월 27일)
- 30회 하정우 (2014년 8월 10일)

## 역사
1993년 10월 29일에 홍은철과 정은임의 공동진행으로 인해 《비디오 산책》이라는 이름으로 시작되었는데 당시 방송 시간은 매주 수요일 밤 11시 이후에는 매주 금요일 밤 11시에 방송이 되었다. 이후 1994년 10월 23일 가을 개편으로 인해 《출발 ! 비디오 여행》이라는 지금의 이름으로 이르게 되었다. 그리고 방송 시간도 지금의 매주 일요일 낮 12시로 현재까지 이어가고 있다. 22년의 방송으로 인해 2015년 2월 17일에 1071회를 맞이 하게 되었다.
1996년 4월부터 1997년 2월까지 김명곤이 코너 진행자를 맡기도 하였다.
많은 진행자가 바뀌었지만 남자 MC만은 3번 정도 거쳤었다. 초대 홍은철이 10년간 진행을 한 가운데 이재용이 임시 바통을 거친 다음 2004년부터 박경추가 5년여 진행을 맡았으며, 이후 김대호가 진행을 하다가 2015년 11월 30일부터 휴직계를 냈다. 그 이후인 2016년 1월 10일부터 서인이 진행을 하고 있다. 여자는 전신인 《비디오 산책》을 기준으로 인해 정은임, 방현주, 김지은, 차미연, 서현진, 최윤영, 이정민, 이일화, 김연주, 서민정 등을 거쳐 현재 양승은이 2009년부터 8년동안 진행을 맡았다. 2017년 12월 24일부터 김초롱이 진행하였으며, 2018년 11월에는 김초롱이 출산으로 인해 이진이 잠시 진행을 맡았다.

## 결방 사유 및 편성 변경

### 2022년
- 10월 30일 : 이태원 참사 관련 MBC 뉴스특보 편성으로 인한 결방.

### 2023년
- 3월 12일 : 2023 월드 베이스볼 클래식 《대한민국 VS 체코》 중계방송으로 인한 결방.
- 9월 24일 ~ 10월 1일 : 2022 항저우 아시안 게임 중계방송으로 인한 결방.

### 2024년
- 12월 8일 : 윤석열 대통령 탄핵 관련 MBC뉴스특보 편성으로 인한 결방.
- 12월 29일 : 무안공항 여객기 사고 MBC뉴스특보 편성으로 인한 결방.

## 지역 방송국 프로그램
- MBC강원영동(DMB만 춘천 송출), 원주MBC(DMB만 춘천 송출), 안동MBC(DMB만 대구 송출), 포항MBC(DMB만 대구 송출), 여수MBC(DMB만 광주 송출), 광주MBC, MBC경남 (DMB만 부산 송출)- MBC가요베스트
- MBC충북 - 다큐 M(DMB만 대전 송출)
- 목포MBC(DMB만 광주 송출) - 특집다큐
- 전주MBC(DMB만 광주 송출), 제주MBC - 살맛나는 세상

## 비판
- 2009년 4월 29일 비속어와 은어를 사용해 영화를 소개하고 영화의 폭력적인 장면을 여과 없이 방송해 대한민국 방송통신위원회로부터 주의 조치를 받았다.[2]

## 경쟁 프로그램
- 영화가 좋다 (KBS 2TV)
- 접속! 무비월드 (SBS TV)